# Aplicações do polihexahidrotriazina
Polihexahidrotriazina

## Propriedades físicas e químicas
O Polihexahidrotriazina faz parte da família dos polímeros termofixos, os quais são criados sob calor, formando uma rede 3D de ligações, conferindo valiosa resistência ao material sem, contudo, deixar de ser leve.
Dessa forma, o PHT se assemelha a um gel e é um composto 70% líquido, 100% solúvel em água e extremamente flexível. Sendo assim, sua propriedade mais importante é sua capacidade de se “regenerar”, ou seja, quando uma parte deste polímero é dividida e colocada lado a lado, as duas metades se grudam novamente em um mesmo material, ou seja, ele pode ser utilizado como um poderoso adesivo de contato.
Além disso, ainda sobre as propriedades deste polímero, é possível afirmar que ele é resistente a solventes em pH > 3, mas se decompõe em monômeros em um dia em soluções ácidas com pH <2. Com uma cor amarelada, o PHT tem um Módulo de Young superior a 10 GPa a que está entre os mais altos para um plástico termoendurecível - e pode ser aumentado em aproximadamente 50% por dispersão nanotubos de carbono no polímero. Ademais, ele é quebradiço e racha quando tensionado a 1%. Dessa forma, após o aquecimento, ele amolece em um transição de vidro temperatura de  aproximadamente 190 °C e se decompõe em aproximadamente 300 °C.

## Processo produtivo do PHT
O processo de sintetização do polímero Polihexahidrotriazina não é complexo, podendo ser facilmente produzido em larga escala com as estruturas já existentes no mercado. Isto porque sua produção se dá a partir da polimerização por condensação em uma única etapa, processo conhecido e muito utilizado nas indústrias químicas, como por exemplo na produção do baquelite - polímero termofixo que será substituído pelo PHT nos cabos de panelas.
O Polihexahidrotriazina é um termoplástico sintetizado a partir da reação entre a 4,4'-oxidianilina (ODA) e paraformaldeído em uma solução aquosa de N-metil-2-pirrolidona (NMP) por meio da polimerização por condensação. Primeiramente, esta reação ocorre em baixas temperaturas, aproximadamente 50°C, obtendo assim o polihemiaminal (PHA), que é um estado de transição. Após isso, o PHA em altas temperaturas, aproximadamente 200°C, sintetiza totalmente em PHT.

## Aplicação do polímero polihexahidrotriazina

### Contextualização do problema
Por dia, cada brasileiro produz mais de um quilo de lixo, segundo a Associação Brasileira de Empresas de Limpeza Pública e Resíduos Especiais. Além disso, tanto a população mundial quanto a geração  de lixo tem aumentado com isso. Outro fator negativo disso tudo é que no Brasil recicla apenas 21% do seu lixo plástico , fazendo com que perca bilhões de reais por ano por não reciclar esse lixo. A partir disso, podemos concluir a importância da redução do consumo diário e da reciclagem. Contudo, alguns itens presentes no cotidiano dos brasileiros não são recicláveis, o que resulta no seu descarte nos lixos comuns.
Os polímeros termofixos apresentam propriedades muito interessantes, como resistência química, resistência ao calor, e integridade estrutural. Além disso, possuem uma alta resistência mecânica específica quando usados em compósitos, o que torna esses polímeros ótimos substitutos para metais, como o alumínio. Essas propriedades fazem desses materiais ótimos candidatos para aplicações de alto nível, como a aeroespacial. No entanto, esses polímeros formam ligações cruzadas, ou seja, uma vez aquecidos, este material não amolece, impedindo que seja remodelado, portanto não podem ser reciclados, e isso faz com que haja preocupação em como descartar esses materiais; a única solução viável é sua reutilização, que muitas vezes não é possível.
Tendo isto em vista, é possível evidenciar um grande problema com um dos produtos mais utilizados no nosso dia a dia, as panelas, uma vez que seu cabo comumente é feito de plástico. Sendo mais específico, estes são feitos de Baquelite - um polímero termofixo - por ser duro, resistente e não condutor. Porém, como dito anteriormente, este tipo de plástico não é reciclável, devido às ligações cruzadas formadas.

### Sugestão de melhoria
O polihexahidrotriazina, descoberto por pesquisadores do IBM, que também é um polímero termofixo, apresenta propriedades semelhantes ao Baquelite, como a resistência ao calor, rigidez, quimicamente estável, boa resistência mecânica e leve, e além disso pode ser reciclado, portanto é um ótimo substituto. Explicando mais a fundo como isso ocorre, o PHT pode ser decomposto por meio do uso de ácidos fortes, ou seja, o monômero puro é recuperado, podendo ser reutilizado para a produção de novos materiais. Além disso, o seu processo de polimerização é através da reação de aminas com paraformaldeídos, ou seja, pode ser facilmente utilizado em larga escala por meio das estruturas já existentes no mercado, sendo bastante viável comercialmente.

### Viabilidade de mercado
A indústria de baquelite é responsável pela fabricação e fornecimento de uma das principais matérias-primas utilizadas atualmente para a produção de itens essenciais do nosso dia a dia. Considerado o primeiro plástico, a baquelite é um polímero de condensação e rapidamente fez um grande sucesso na indústria por ser um material econômico, durável e resistente ao calor.			
Entretanto, o principal problema apresentado ao longo do estudo é justamente o fato deste polímero não apresentar um viés sustentável ao meio ambiente, uma vez que suas propriedades físicas e químicas dificultam a sua reciclagem. Os plásticos termofixos, como o baquelite  só podem ser aquecidos e moldados uma vez, pois após essas mudanças moleculares, eles são "curados" e retêm sua forma e resistência, mesmo sob intenso calor e pressão. Mas as mesmas características que os tornam essenciais na fabricação moderna também os tornam impossíveis de reciclar. Como consequência, a maioria dos polímeros termofixos acabam no aterro sanitário. Devido ao objetivo principal da sustentabilidade, há uma necessidade urgente de reciclar os plásticos termofixos.
No Brasil existem 10,5 milhões de toneladas de resíduos plásticos produzidos ao ano. Se o total desse montante de plástico fosse reciclado, seria possível retornar cerca de R $5,7 bilhões para a nossa economia, reforçando o aspecto circular. Logicamente toda esta produção de resíduos não é somente proveniente do baquelite, porém compreende se que uma grande acumulada ao longo de um determinado período de tempo existe um grande potencial envolvido.
Sendo assim, estudos comprovam que os números refletem uma realidade mundial e que o aumento do poder de compra da população e os altos investimentos em novas fábricas e tecnologias serão responsáveis por um crescimento de cerca de 30% na produção de plástico em menos de 10 anos. Com isso, percebemos uma tendência crescente na necessidade de novos métodos eficientes, com custos relativamente baixos e principalmente o fortalecimento de um viés sustentável à indústria.

Sendo assim, os estudos do  PHT - (polihexahidrotriazina) mostram-se promissores para a implantação e substituição no mercado uma vez que quando comparado ao baquelite, apresenta características e propriedades físicas semelhantes, custos relativamente parecidos, um valor de mercado crescente e um viés sustentável, muito mais saudável para o meio ambiente.  